# Ukrposzta
Ukrposzta (ukr. Акціонерне товариство «Укрпошта») – ukraińska instytucja państwowa zajmująca się świadczeniem usług pocztowych (doręczanie przesyłek, przekazów pocztowych, druków bezadresowych itp.). Pełni funkcję narodowego operatora pocztowego Ukrainy (na podstawie rozporządzenia rządowego z 10 stycznia 2002). Założycielem i jedynym akcjonariuszem Spółki jest ukraiński Skarb Państwa, reprezentowany przez ministra do spraw transportu i łączności (Ministerstwo Infrastruktury Ukrainy, ukr. Міністерство інфраструктури України). Ukrpoczta funkcjonuje w oparciu o ustawę o usługach pocztowych z 4 października 2001.

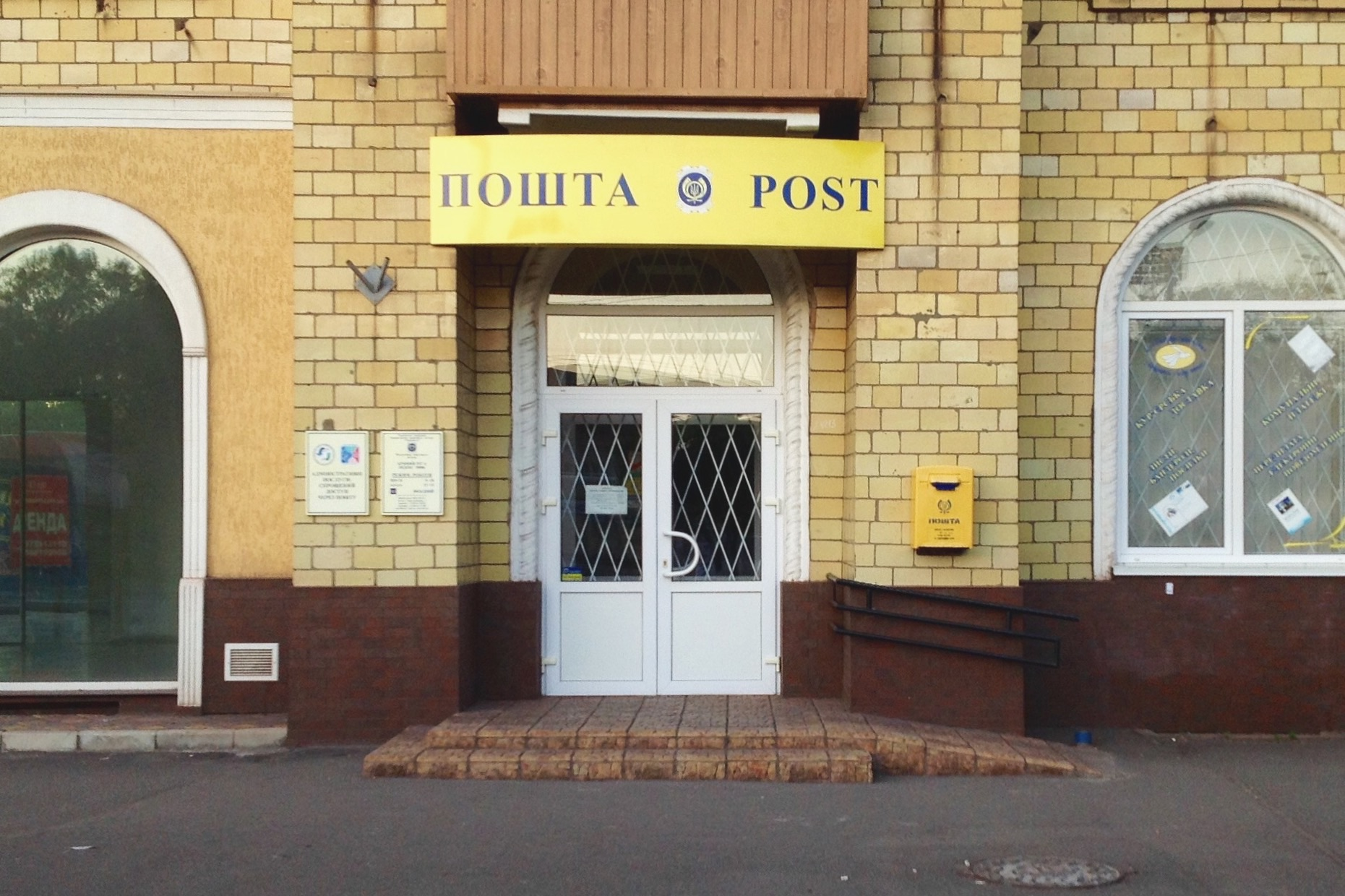
Ukrposzta

Geneza przedsiębiorstwa sięga 1947, kiedy to pod inną nazwą przystąpiło ono do Światowego Związku Pocztowego.
Rodzaje listów:
- zwyczajnyj – list zwykły,
- na zamowlennja – list polecony,
- avia – list lotniczy,

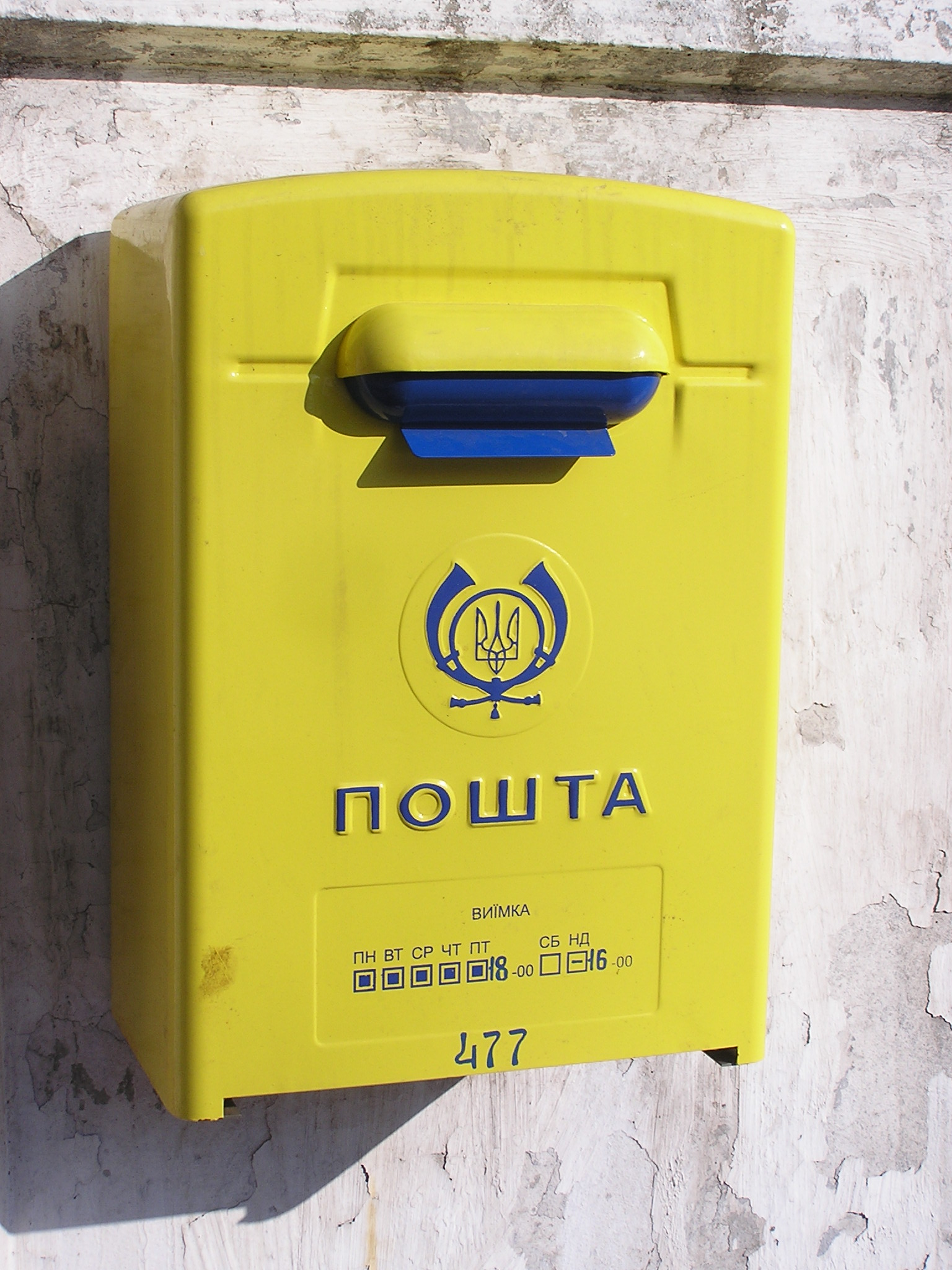
Ukraińska skrzynka pocztowa

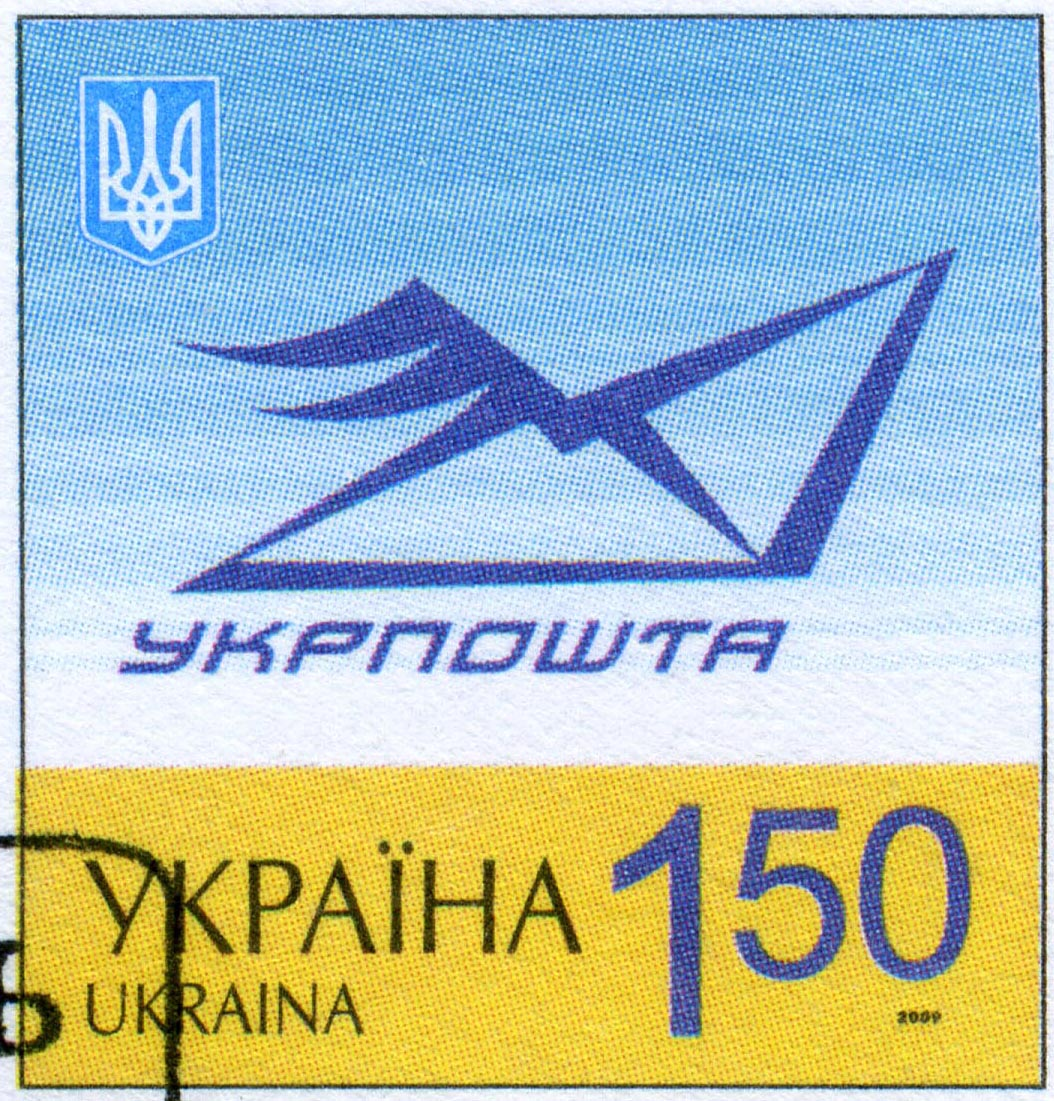
Ukraiński znaczek z 2009 roku z logo Ukrposzty

- żalaznodorożnyj – przewóz pociągiem.

W połowie lipca 2004 roku Ukrposzta wprowadziła kody kreskowe na listy wysyłane z Ukrainy za granicę. Pełna informacja na temat drogi, jaką przebywa przesyłka jest gromadzona obecnie przez system rejestracji. Wdrożenie nowoczesnego systemu jest wynikiem realizacji przez przedsiębiorstwo Ukrposzta międzynarodowego projektu pod nazwą Automatyzacja systemu rejestracji i kontroli przemieszczania się przesyłek pocztowych.
W 2007 Ukrposzta wprowadziła nową usługę pod nazwą „Znaczek Spersonalizowany”. Umożliwia ona drukowanie znaczków w oparciu o prywatne zdjęcia klientów, logotypy spółek itp.

## Podstawowe informacje
- 31 oddziałów, w tym 25 dyrekcji regionalnych, 2 dyrekcje miejskie – w Kijowie i Sewastopolu;
- Dyrekcja Leczenia i Transportu Przesyłek Pocztowych;
- „Autotranspoczta” (dyrekcja);
- Wydawnictwo „Marka Ukrainy” (dyrekcja);
- Główne Centrum Szkoleniowe „Zelena Bucha”;
- ponad 15 tys. oddziałów pocztowych (w tym ponad 10 tys. oddziałów wiejskich) obejmujących obszar całego kraju
- ponad 115 tys. pracowników;
- dostarczanie przesyłek pocztowych do 15 milionów gospodarstw domowych i do każdego domostwa na wsi;
- dostarczanie przesyłek pocztowych do 72 krajów świata[1].